# (3292) Sather
(3292) Sather – planetoida z pasa głównego asteroid okrążająca Słońce w ciągu 5 lat i 225 dni w średniej odległości 3,16 j.a. Została odkryta 24 września 1960 roku w programie Palomar-Leiden-Survey przez Cornelisa van Houtena, Ingrid van Houten i Toma Gehrelsa. Nazwa plantoidy pochodzi od Boba Sathera, asystenta w Lunar and Planetary Laboratory. Przed nadaniem nazwy planetoida nosiła oznaczenie tymczasowe (3292) 2631 P-L.